# Ictalurus meridionalis
Il Pesce gatto Usumacinta (Ictalurus meridionalis, Günther, 1864) è un pesce d'acqua dolce appartenente alla famiglia degli Ictaluridi ed all'ordine dei Siluriformi.

## Distribuzione e habitat
Vive nel centro e sud America, precisamente nelle zone dell'Usumacinta un fiume dell'America Centrale che scorre tra Messico e Guatemala.